# Kurfürst-Balduin-Gymnasium (Münstermaifeld)
Das Kurfürst-Balduin-Gymnasium in Münstermaifeld ist eine staatliche weiterführende Schule in Trägerschaft des Landkreises Mayen-Koblenz in Rheinland-Pfalz.

## Geschichte
Das Gymnasium wurde 1923 als „Deutsche Oberschule in Aufbauform“ gegründet. Die davor existierende Seminarschule, eine Fachschule für Volksschullehrerbildung von 1878 wird hier nicht behandelt, da sie die allgemeine Hochschulreife nicht zum Ziel hatte. 1929 fand das erste Abitur statt. Nach kurzer Pause, 22 Jahre nach Gründung, begann im Herbst 1945 wieder der Schulbetrieb. Der Betrieb als Vollzeitgymnasium findet ab 1980 statt.
Die Schule gehört seit dem Jahr 2002 als eine der ersten Schulen in Rheinland-Pfalz, dem Verein MINT-EC an und ist eins von derzeit zwölf Mint-Excellence-Centern in Rheinland-Pfalz. Um die Schüler in der Breite und im Wahlfach Naturwissenschaften besonders zu fördern, wurde der Stundenansatz für Mathematik und Naturwissenschaften erhöht. Beim bundesweiten Siemens-Award für MINT-EC-Gymnasien, der alle 2 Jahre ausgetragen wird, belegte das Kurfürst-Balduin-Gymnasium Jahr 2004 den siebten und im Jahr 2006 den vierten Platz. Daneben gibt es besondere Sportliche Leistungen im Bereich des Ruderns, Basketball und Fußball, Zahlreiche Konzerte der Bigband, Chöre und des Liturgiekreises sowie Theateraufführungen der Theater AG.
Der Schule wurde 1926, damals noch als „Staatlichen Deutschen Oberschule in Aufbauform“ per Ministerialerlass die Erlaubnis erteilt den Namen Kurfürst-Balduin-Schule zu tragen. Als sie 1980 in ein Vollzeitgymnasium umgewandelt wurde, wurde der Name „Kurfürst-Balduin-Gymnasium“ beibehalten. Der Namensgeber Kurfürst Balduin von Luxemburg, Bruder Kaiser Heinrichs VII., vollendete das „Münster auf dem Maifeld“ und baute die Stadt an der Grenze zu Kurköln zu einem mächtigen Bollwerk aus.

## Schulmusik
Die Schule pflegt das Chorsingen. Es besteht ein Unterstufen- und ein Oberstufenchor, bei denen die Schüler die Möglichkeit haben, ihre Stimme auszubauen und zu präsentieren. Mit regelmäßigen Proben wird auf entweder ein Sommerkonzert, oder ein Weihnachtskonzert vorbereitet, bei denen die beiden Chöre gemeinsam agieren.
Außerdem existiert eine Big Band, die einmal jährlich ein Konzert gibt, bei welchem sowohl stimmlich, als auch instrumental die Fähigkeiten der einzelnen aktiven Schüler aufgezeigt werden.
Alle musikalischen AGs bereiten sich mit intensiver Bereitschaft auf diese Ereignisse vor.

## Schulpartnerschaften
Regelmäßigen Schüleraustausch und Kontakte pflegt das Kurfürst-Balduin-Gymnasium mit der Partnerschule im Sedan
Die Ruanda-AG der Schule beteiligt sich mit regelmäßigen Aktionen am Aufbau des Institute St. Aloys / Aspek in Ruanda im Rahmen der Kooperation des Landes Rheinland-Pfalz und dem afrikanischen Land.

## Bekannte ehemalige Schüler
- Thomas Anders (* 1963), Pop- und Schlagersänger, Musikproduzent, Songwriter und Fernsehmoderator
- Joachim Hennrichs (* 1965), Rechtswissenschaftler und Hochschullehrer
- Friedel Muders (* 1953), Designer und Musiklabel-Inhaber
- Matthias Ningel (* 1987), Musiker und Kabarettist
- Florian Siekmann (* 1995),  Politiker der Partei Bündnis 90/Die Grünen
- Thomas Spitzlei (* 1989), Professor für Öffentliches Recht, Sozialrecht und Dienstrecht an der Universität Bayreuth
- Christian Thein (* 1980), Professor für Philosophie an der Universität Münster